# Drag Me to Hell
Drag Me to Hell (tạm dịch: Kéo rê tôi xuống địa ngục) là một bộ phim kinh dị Mỹ được Sam Raimi viết kịch bản và đạo diễn cùng đồng biên kịch gia là em trai ông, Ivan Raimi. Alison Lohman và Justin Long lần lượt thủ hai vai nữ và nam chính trong phim. Bộ phim xoay quanh nhân viên cho vay ngân hàng ở Los Angeles Christine Brown (Alison Lohman) từ chối cho bà Ganush (Lorna Raver) vay tiền theo chỉ đạo từ sếp của cô. Để trả thù, bà Ganush đã trù ếm Christine và biến cuộc đời cô trở thành những chuỗi ngày địa ngục.
Bộ phim đã được trình chiếu (không tranh giải) trong Liên hoan phim Cannes 2009 và được trình chiếu rộng rãi toàn nước Mỹ vào ngày 29 tháng 5 năm 2009.

## Nội dung
Năm 1969 ở Pasadena, một cặp vợ chồng người Mexico đưa con trai họ đến nhờ một nhà ngoại cảm tên Shaun San Dena giúp đỡ, nói rằng con trai họ bị bệnh và nghe giọng ác quỷ sau khi ăn cắp dây chuyền bạc của người Digan. Một thế lực siêu nhiên bất ngờ tấn công họ và những cánh tay ác quỷ đã kéo cậu con trai xuống địa ngục. San Dena thề sẽ chiến đấu với ác quỷ vào một ngày nào đó.
Năm 2009 ở Los Angeles, nữ nhân viên tín dụng Christine Brown làm việc trong ngân hàng, cô đang tranh chức Trợ lý giám đốc với đồng nghiệp Stu Rubin. Sếp của cô khuyên cô phải biết đưa ra quyết định cứng rắn. Một bà lão người Digan tên Sylvia Ganush đến ngân hàng xin gia hạn cho khoản vay thế chấp của bà. Sau khi Christine từ chối, Ganush đã khóc lóc cầu xin cô. Nhân viên bảo vệ buộc Ganush ra về, Ganush tức giận cho rằng Christine đã làm nhục bà.
Ở bãi đậu xe, Ganush tấn công Christine. Sau một hồi vật lộn, Ganush bứt chiếc khuy trên áo khoác của Christine và nguyền rủa nó. Sau đó Christine và Clayton "Clay" Dalton, bạn trai cô, gặp một thầy bói tên Rham Jas, người nói với cô rằng có một linh hồn đen tối đang ám cô. Ở nhà, thực thể ác quỷ bắt đầu tấn công Christine. Ở ngân hàng, cô gặp ảo giác về Ganush và mũi cô chảy rất nhiều máu, máu cũng văng lên người sếp của cô. Giữa lúc hỗn loạn, Stu đã ăn cắp tài liệu trên bàn của Christine.
Christine đến cầu xin Ganush tha thứ nhưng phát hiện bà ta đã chết. Christine quay lại nhà Jas, người giải thích rằng cô vẫn còn là chủ nhân của chiếc khuy bị nguyền rủa nên ác quỷ Lamia sẽ còn hành hạ cô trong ba ngày trước khi kéo cô xuống địa ngục. Ông đề nghị Christine hiến tế một con vật để xoa dịu Lamia. Sau đó Christine đâm chết con mèo của mình để hiến tế. Cô đến nhà bố mẹ của Clay ăn tối nhưng ảo giác lại tiếp tục ám ảnh cô.
Christine quay lại nhà Jas, người yêu cầu tiền công 10.000 USD để giải quyết dứt điểm chuyện này. Ông đưa cô đến nhà San Dena, người có kế hoạch lừa Lamia nhập vào một con dê và giết nó. Mọi thứ trở nên rắc rối khi Lamia nhập vào San Dena và trợ lý của bà. Lamia nôn mửa xác con mèo của Christine, nói rằng nó muốn linh hồn cô. San Dena đã đuổi Lamia ra khỏi cuộc gọi hồn nhưng bà cũng trút hơi thở cuối cùng. Jas bỏ chiếc khuy của Christine vào phong bì và nói rằng cô có thể chuyển lời nguyền cho người khác bằng cách tặng chiếc khuy cho họ. Christine định tặng phong bì cho Stu nhưng đã đổi ý. Jas tiết lộ rằng Christine có thể tặng chiếc khuy cho một người đã chết. Christine sau đó đào mộ của Ganush và tặng phong bì cho xác bà lão.
Christine trở về nhà và chuẩn bị gặp Clay ở nhà ga để cùng nhau đi du lịch. Cô còn vui mừng hơn khi sếp của cô thông báo Stu đã thú nhận việc anh ta ăn cắp tài liệu của cô và đã bị đuổi việc nên chức Trợ lý giám đốc sẽ thuộc về cô. Ở nhà ga, Clay đưa ra phong bì có chiếc khuy của Christine mà cô làm rơi trong xe anh, có nghĩa là đêm qua Christine đã lấy nhầm phong bì khác nhét vào xác Ganush, lời nguyền vẫn chưa được chuyển đi. Christine hoảng sợ lùi lại và ngã xuống đường ray. Những cánh tay ác quỷ dưới lòng đất kéo Christine xuống địa ngục. Clay rơi nước mắt khi thấy cảnh tượng kinh hoàng đó mà không thể cứu bạn gái mình.

## Diễn viên
- Alison Lohman vai Christine Brown
- Justin Long vai Clayton "Clay" Dalton
- Lorna Raver vai Bà Sylvia Ganush
- Dileep Rao vai Rham Jas
- David Paymer vai Ông Jim Jacks
- Reggie Lee vai Stu Rubin
- Adriana Barraza vai Shaun San Dena
- Chelcie Ross vai Leonard Dalton
- Molly Cheek vai Trudy Dalton

## Phản ứng khán giả
Drag Me to Hell đã nhận được rất nhiều phản ứng tích cực từ phía khán giả khi nhận được 93% điểm trên tổng số 100% trên trang bình luận phim Rotten Tomatoes dựa vào 152 ý kiến (với 144 "fresh" và 11 "rotten"). Do đó bộ phim đã được trang mạng trên trao "chứng nhận cà chua tươi" (Certified fresh).
Bộ phim đứng thứ 3 trong tất cả các rạp tại Mỹ trong tuần đầu tiên trình chiếu với doanh thu ban đầu là 16.628.000 USD.